# Брюховецкий район
Брюхове́цкий райо́н — административно-территориальная единица и муниципальное образование (муниципальный район) в составе Краснодарского края Российской Федерации.
Административный центр — станица Брюховецкая.

## География
Площадь территории района составляет 1376 км². Район находится в центральной зоне Краснодарского края и входит в равнинную часть Азово-Кубанской низменности. На востоке граничит с Выселковским районом, на юге с Кореновским и Тимашёвским районами, на севере с Каневским и Павловским районами и на западе с Приморско-Ахтарским районом.

## История
Брюховецкий район был образован 2 июня 1924 года в составе Кубанского округа Юго-Восточной области. В его состав вошли территории упразднённых Брюховецкой волости Краснодарского отдела и Роговской волости Славянского отдела Кубано-Черноморской области. Первоначально район состоял из 7 сельских советов — Брюховецкого, Батуринского, Новоджерелиевского, Новокорсунского, Переясловского, Роговского и Чепигинского.
С 16 ноября 1924 года район в составе Северо-Кавказского края, с 10 января 1934 года — в составе Азово-Черноморского края.
31 декабря 1934 года в результате разукрупнения Брюховецкого района был образован Роговской район с центром в станице Роговской.
С 13 сентября 1937 года район в составе Краснодарского края.
22 августа 1953 года в состав Брюховецкого района вошли 3 сельских совета упразднённого Роговского района — Малобейсугский, Новоджерелиевский, Гарбузовобалковский.
1 февраля 1963 года район был упразднён, а его территория передана в состав Каневского района.
30 декабря 1966 года Брюховецкий район был восстановлен в прежних границах.
В 1993 году была прекращена деятельность сельских советов, а территории сельских администраций преобразованы в сельские округа.
25 октября 2005 года решением Совета муниципального образования Брюховецкий район были образованы 8 муниципальных образований со статусом сельского поселения.

## Население
| 1939    | 1959    | 1970    | 1979    | 1989    | 2002    | 2006    | 2010    | 2011    |
| ------- | ------- | ------- | ------- | ------- | ------- | ------- | ------- | ------- |
| 40 878  | ↗50 781 | ↗51 936 | ↘50 530 | ↗51 755 | ↗54 594 | ↘53 625 | ↘53 028 | ↘52 952 |
| 2012    | 2013    | 2014    | 2015    | 2016    | 2017    | 2018    | 2019    | 2020    |
| ↘52 633 | ↘52 362 | ↘51 936 | ↘51 565 | ↘51 079 | ↘50 907 | ↘50 676 | ↘50 305 | ↘49 832 |
| 2021    | 2023    | 2024    | 2025    |         |         |         |         |         |
| ↘46 852 | ↘46 300 | ↘46 265 | ↘46 005 |         |         |         |         |         |

Население района на 1 января 2006 года составило 53 625 человек, все — сельские жители. Среди всего населения мужчины составляют — 47,1 %, женщины — 52,9 %. 
Дети до 17 лет — 11 527 (21,5 % всего населения), взрослых — 42 098 человек (78,5 %). В общей численности населения 31 779 (59,3 %) — лица трудоспособного возраста, 22,6 % — пенсионеры.
Национальный состав
По данным Всероссийской переписи населения 2010 года:
| Народ                     | Численность, чел. | Доля от всего населения, % |
| ------------------------- | ----------------- | -------------------------- |
| русские                   | 50 160            | 94,59 %                    |
| армяне                    | 770               | 1,45 %                     |
| украинцы                  | 722               | 1,36 %                     |
| другие                    | 1 098             | 2,07 %                     |
| не указано национальность | 278               | 0,53 %                     |
| Всего                     | 53 028            | 100,0 %                    |

По итогам переписи населения 2020 года проживали следующие национальности (национальности менее 0,1 % и другое см. в сноске к строке «Другие»):
| Национальность | Численность, чел. | Доля     |
| -------------- | ----------------- | -------- |
| Русские        | 45 204            | 96,48 %  |
| Армяне         | 601               | 1,28 %   |
| Украинцы       | 212               | 0,45 %   |
| Цыгане         | 69                | 0,15 %   |
| Греки          | 54                | 0,12 %   |
| Другие         | 712               | 1,52 %   |
| Итого          | 46 852            | 100,00 % |

## Административно-муниципальное устройство
В рамках административно-территориального устройства края, Брюховецкий район включает 8 сельских округов.
В рамках организации местного самоуправления в Брюховецкий район входят 8 муниципальных образований нижнего уровня со статусом сельских поселений:
| № | Муниципальное образование            | Административный центр    | Количество населённых пунктов | Население | Площадь, км² |
| - | ------------------------------------ | ------------------------- | ----------------------------- | --------- | ------------ |
| 1 | Батуринское сельское поселение       | станица Батуринская       | 4                             | ↘3208     | 154,15       |
| 2 | Большебейсугское сельское поселение  | село Большой Бейсуг       | 3                             | ↘1929     | 132,04       |
| 3 | Брюховецкое сельское поселение       | станица Брюховецкая       | 13                            | ↘21 625   | 342,22       |
| 4 | Новоджерелиевское сельское поселение | станица Новоджерелиевская | 3                             | ↘6640     | 201,67       |
| 5 | Новосельское сельское поселение      | село Новое Село           | 1                             | ↘1187     | 72,36        |
| 6 | Переясловское сельское поселение     | станица Переясловская     | 3                             | ↘7554     | 141,99       |
| 7 | Свободненское сельское поселение     | село Свободное            | 1                             | ↘1523     | 109,79       |
| 8 | Чепигинское сельское поселение       | станица Чепигинская       | 5                             | ↘2634     | 222,00       |

## Населённые пункты
В Брюховецком районе 33 населённых пункта:
| №  | Населённый пункт    | Тип     | Население | Муниципальное образование            |
| -- | ------------------- | ------- | --------- | ------------------------------------ |
| 1  | Батуринская         | станица | ↘3264     | Батуринское сельское поселение       |
| 2  | Бейсугское          | село    | ↘345      | Новоджерелиевское сельское поселение |
| 3  | Большой Бейсуг      | село    | ↘1580     | Большебейсугское сельское поселение  |
| 4  | Брюховецкая         | станица | ↘19 154   | Брюховецкое сельское поселение       |
| 5  | Встречный           | посёлок | ↗2        | Переясловское сельское поселение     |
| 6  | Гарбузовая Балка    | хутор   | ↘785      | Брюховецкое сельское поселение       |
| 7  | Заря                | посёлок | ↘214      | Батуринское сельское поселение       |
| 8  | Зозова Балка        | хутор   | ↘4        | Батуринское сельское поселение       |
| 9  | Имерницин           | хутор   | ↘147      | Брюховецкое сельское поселение       |
| 10 | Кавказский          | хутор   | ↘68       | Брюховецкое сельское поселение       |
| 11 | Киновия             | хутор   | ↗366      | Чепигинское сельское поселение       |
| 12 | Красная Звезда      | хутор   | →1        | Брюховецкое сельское поселение       |
| 13 | Красная Нива        | хутор   | ↘900      | Брюховецкое сельское поселение       |
| 14 | Красная Поляна      | хутор   | ↗329      | Брюховецкое сельское поселение       |
| 15 | Кубань              | хутор   | ↘244      | Брюховецкое сельское поселение       |
| 16 | Лебяжий Остров      | посёлок | ↗399      | Чепигинское сельское поселение       |
| 17 | Лиманский           | посёлок | ↗510      | Чепигинское сельское поселение       |
| 18 | Новоджерелиевская   | станица | ↗5151     | Новоджерелиевское сельское поселение |
| 19 | Новое Село          | село    | ↘1187     | Новосельское сельское поселение      |
| 20 | Переясловская       | станица | ↘7620     | Переясловское сельское поселение     |
| 21 | Победа              | хутор   | ↗73       | Брюховецкое сельское поселение       |
| 22 | Поды                | хутор   | ↘275      | Брюховецкое сельское поселение       |
| 23 | Полтавский          | хутор   | ↘285      | Батуринское сельское поселение       |
| 24 | Привольный          | хутор   | ↘119      | Брюховецкое сельское поселение       |
| 25 | Приречное           | село    | ↘387      | Большебейсугское сельское поселение  |
| 26 | Раздольный          | посёлок | ↗458      | Чепигинское сельское поселение       |
| 27 | Рогачи              | хутор   | ↘43       | Брюховецкое сельское поселение       |
| 28 | Свободное           | село    | ↘1523     | Свободненское сельское поселение     |
| 29 | Сопова Балка        | хутор   | ↘56       | Переясловское сельское поселение     |
| 30 | Харьково-Полтавское | село    | ↘221      | Большебейсугское сельское поселение  |
| 31 | Челюскинец          | хутор   | ↘924      | Новоджерелиевское сельское поселение |
| 32 | Чепигинская         | станица | ↗2037     | Чепигинское сельское поселение       |
| 33 | Чкалова             | хутор   | ↗96       | Брюховецкое сельское поселение       |

## Достопримечательности
- Екатерино-Лебяжский Николаевский монастырь (Основная статья)
- Этнографический комплекс "Казачий остров" (Официальный сайт комплекса)

## Экономика
Основное производственное направление района — сельское хозяйство. В муниципальном образовании имеются 10 сельхозпредприятий, рыбколхоз и 265 крестьянско-фермерских хозяйств. В районе действуют 2 племзавода по разведению красно-пёстрой голштино-фризской породы коров, 1 племзавод по разведению чёрно-пёстрой голштинской породы.

## Транспорт
Главной дорожной магистралью является федеральная автотрасса «Краснодар — Ейск». Протяжённость асфальтированных дорог по району составляет 228,5 км, имеется железнодорожный вокзал и междугородная автостанция.

## Герои Советского Союза
- Захарченко Павел Федорович
- Коротков Михаил Иванович
- Зикран Евгений Андреевич
- Масловский Иван Фёдорович
- Кривонос Александр Владимирович
- Деркач Фёдор Григорьевич
- Герасименко Михаил Корнеевич